# Cyperus permacer
Cyperus permacer är en halvgräsart som beskrevs av Charles Baron Clarke. Cyperus permacer ingår i släktet papyrusar, och familjen halvgräs. Inga underarter finns listade i Catalogue of Life.